# Ceraclea vaciva
Ceraclea vaciva är en nattsländeart som beskrevs av Yang och Morse 1997. Ceraclea vaciva ingår i släktet Ceraclea och familjen långhornssländor. Inga underarter finns listade i Catalogue of Life.